# Draak van India en Ethiopië

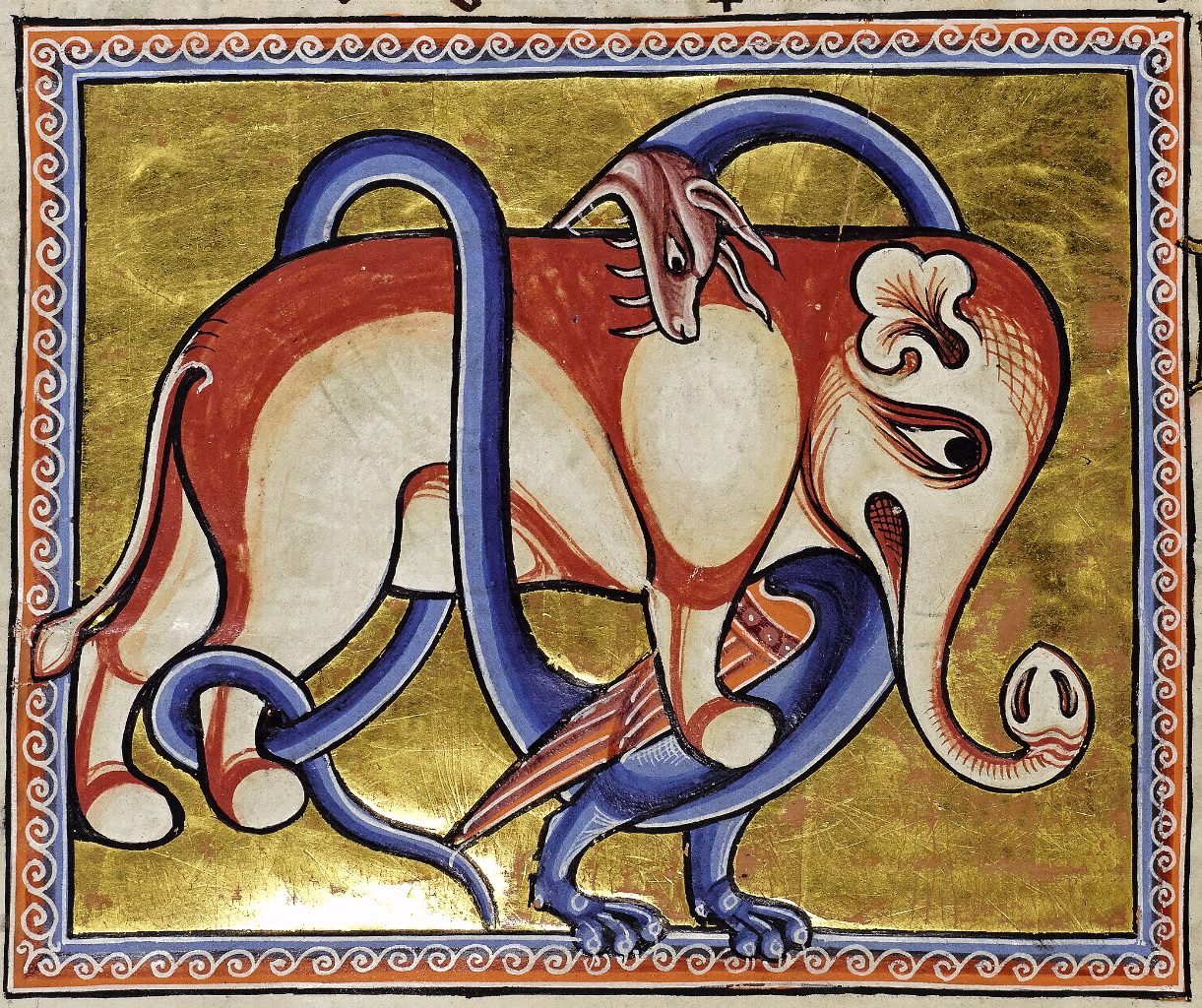
Een draak grijpt een olifant, afbeelding uit het Aberdeen Bestiarium, 12e eeuw

De draak van India en Ethiopië is een oud fabeldier uit de genoemde gebieden. Hij zou 55 meter lang kunnen worden. Zijn natuurlijke vijand is de olifant. Jagers aasden op dit dier, omdat hij een zware, waardevolle rode diamant in zijn kop zou hebben, die alle ziekten zou genezen. 
In de beschrijvingen wordt verteld over scherpe tanden, maar zijn gif zou niet dodelijk zijn. Met zijn blik zou hij mens en dier kunnen verlammen. Hij doodt vooral met zijn staart. 

## Beschreven gedragsvormen
De draak leeft diep onder de grond en als hij beweegt, klinkt dit als knallend koper. Op stormachtige avonden haken 4 of 5 draken hun staarten ineen en vliegen uit over de zee. De dieren jagen meestal op olifanten. Ze gaan op een boom of rots zitten en wachten tot hun slachtoffer nadert. Dan kronkelt het beest zijn staart om de nek van zijn slachtoffer en verstikt hem. Het komt voor dat als de dode olifant omvalt, hij hierbij de draak verplettert. 
Volgens middeleeuwse bestiaria is de draak satan en is zijn mond een poort naar de hel.